# Orge
Orge – rzeka we Francji, przepływająca przez departamenty Essonne i Yvelines, o długości 54,1 km. Stanowi dopływ rzeki Sekwana.